# 省气象局站
省气象局站是一个位于中华人民共和国甘肃省兰州市城关区拱星墩街道、嘉峪关路街道与焦家湾街道交界东岗东路与嘉峪关北路交叉口地下，属于兰州轨道交通1号线的地铁车站，于2019年6月23日开通。

## 车站结构
省气象局站沿东岗东路设置，为地下两层岛式站台车站，车站长557米，标准段宽21.6米，车站地下一层为站厅层，地下二层为站台层。车站东侧设置两条存车线。
| 地面              | 出入口 | A-C出入口                                                                                               |
| 地下一层          | 站厅   | 客服中心、自动售票机、验票机                                                                            |
| 地下二层          | 站台层 | \| \| \| █ 1号线往陈官营（五里铺） \| \| 島式 · 開左邊车门 \| \| \| \| \| \| █ 1号线往东岗（拱星墩） \| |
|                   |        | █ 1号线往陈官营（五里铺）                                                                               |
| 島式 · 開左邊车门 |        | |
|                   |        | █ 1号线往东岗（拱星墩）                                                                                 |

## 车站出口
省气象局站共设3个出口，各出口及周围设施如下所示：
| 编号                | 建议前往的目的地 | 照片 | 无障碍设施 |
| ------------------- | ---------------- | ---- | ---------- |
| A · 出口            | 东岗东路北侧     |      | 不適用     |
| B · 出口 · （设有） | 东岗东路北侧     |      |            |
| C · 出口            | 东岗东路南侧     |      | 不適用     |
| 图例： 设有         |                  |      |            |

## 接驳交通

### 公交车
- 省气象局：4路、12路、75路、81路、106路、110路、117路、128路

## 车站历史
本站建设时期工程名为东部市场站，开通前正式命名为省气象局站。
- 2016年6月12日，车站主体结构封顶[2]。
- 2019年6月23日，车站随1号线一期工程通车开通[1]。